# Arthur Loiseau
Arthur Loiseau  (* 1830; † 1903) war ein französischer Romanist und Lusitanist.

## Leben und Werk
Loiseau  war Gymnasiallehrer in Angers. Er habilitierte sich mit den Thèses Etude historique et philologique sur Jean Pillot et sur les doctrines grammaticales du XVIe siècle (Paris 1866, 1969) und De Modo subjunctivo. Hanc grammaticam, historicam et philosophicam disquisitionem conscripsit (Paris 1866).

## Weitere Werke
- Histoire des progrès de la grammaire en France depuis l'époque de la Renaissance jusqu'à nos jours,  Paris 1873–1875
- Histoire de la langue française. Ses origines et son développement jusqu'à la fin du XVIe siècle, Paris 1881 (534 Seiten)
- Histoire de la littérature portugaise depuis ses origines jusqu'à nos jours, Paris 1886, 1887 (404 Seiten)